# MTV Video Music Award – najlepsza choreografia
Poniższa lista przedstawia kolejnych zwycięzców nagrody MTV Video Music Awards w kategorii Best Choreography.
| Rok  | Wykonawca                             | Wideo                                        | Choreograf                                                            |
| ---- | ------------------------------------- | -------------------------------------------- | --------------------------------------------------------------------- |
| 1984 | Michael Jackson                       | „Thriller”                                   | Michael Peters i Michael Jackson                                      |
| 1985 | Elton John                            | „Sad Songs (Say So Much)”                    | David Atkins                                                          |
| 1986 | Prince & The Revolution               | „Raspberry Beret”                            | Prince                                                                |
| 1987 | Janet Jackson                         | „Nasty”                                      | Paula Abdul                                                           |
| 1988 | Janet Jackson                         | „The Pleasure Principle”                     | Barry Lather                                                          |
| 1989 | Paula Abdul                           | „Straight Up”                                | Paula Abdul                                                           |
| 1990 | Janet Jackson                         | „Rhythm Nation”                              | Anthony Thomas i Janet Jackson                                        |
| 1991 | C+C Music Factory                     | „Gonna Make You Sweat (Everybody Dance Now)” | Jamale Graves                                                         |
| 1992 | En Vogue                              | „My Lovin' (You're Never Gonna Get It)”      | Travis Payne, Frank Gatson oraz Lavelle Smith                         |
| 1993 | En Vogue                              | „Free Your Mind”                             | Travis Payne, Frank Gatson oraz Lavelle Smith                         |
| 1994 | Salt-n-Pepa feat. En Vogue            | „Whatta Man”                                 | Frank Gatson i Randy Connors                                          |
| 1995 | Michael Jackson i Janet Jackson       | „Scream/Childhood”                           | Lavelle Smith, Tina Landon, Travis Payne, oraz Sean Cheeseman Spencer |
| 1996 | Björk                                 | „It's Oh So Quiet”                           | Michael Rooney                                                        |
| 1997 | Beck                                  | „The New Pollution”                          | Peggy Hickley                                                         |
| 1998 | Madonna                               | „Ray Of Light”                               | Madonna                                                               |
| 1999 | Fatboy Slim                           | „Praise You”                                 | Richard Koufey i Michael Rooney                                       |
| 2000 | *NSYNC                                | „Bye Bye Bye”                                | Darrin Henson                                                         |
| 2001 | Fatboy Slim                           | „Weapon Of Choice”                           | Michael Rooney                                                        |
| 2002 | Kylie Minogue                         | „Can't Get You Out Of My Head”               | Michael Rooney                                                        |
| 2003 | Beyoncé feat. Jay-Z                   | „Crazy In Love”                              | Frank Gatson                                                          |
| 2004 | The Black Eyed Peas                   | „Hey Mama”                                   | Fatima Robinson                                                       |
| 2005 | Gwen Stefani                          | „Hollaback Girl”                             | Kishaya Dudley                                                        |
| 2006 | Shakira feat. Wyclef Jean             | „Hips Don't Lie”                             | Shakira                                                               |
| 2007 | Justin Timberlake feat. T.I.          | „My Love”                                    | Marty Kudelka                                                         |
| 2008 | Gnarls Barkley                        | „Run”                                        | Michael Rooney                                                        |
| 2009 | Beyoncé                               | „Single Ladies (Put a Ring on It)”           | Frank Gatson and JaQuel Knight                                        |
| 2010 | Lady Gaga                             | „Bad Romance”                                | Laurie Ann Gibson                                                     |
| 2011 | Beyoncé                               | „Run the World (Girls)”                      | Frank Gatson, Sheryl Murakami oraz Jeffrey Page                       |
| 2012 | Chris Brown                           | „Turn Up the Music”                          | Anwar "Flii" Burton                                                   |
| 2013 | Bruno Mars                            | „Treasure”                                   | Bruno Mars                                                            |
| 2014 | Sia                                   | „Chandelier”                                 | Ryan Heffington                                                       |
| 2015 | OK Go                                 | „I Won't Let You Down”                       | OK Go, air:man oraz Mori Harano                                       |
| 2016 | Beyoncé                               | „Formation”                                  | Chris Grant, JaQuel Knight oraz Dana Foglia                           |
| 2017 | Kanye West                            | „Fade”                                       | Teyana Taylor, Guapo, Matthew Pasterisa, Jae Blaze oraz Derek Watkins |
| 2018 | Childish Gambino                      | „This Is America”                            | Sherrie Silver                                                        |
| 2019 | Rosalía i J Balvin (feat. El Guincho) | „Con altura”                                 | Charm La'Donna                                                        |
| 2020 | BTS                                   | „On”                                         | The Lab i Son Sung Deuk                                               |
| 2021 | Harry Styles                          | „Treat People With Kindness”                 | Paul Roberts                                                          |
| 2022 | Doja Cat                              | „Woman”                                      | Cortland Brown                                                        |